# Гуйон, Поль
Поль-Жозеф-Мари Гуйон (фр. Paul-Joseph-Marie Gouyon; 24 октября 1910, Бордо, Франция — 26 сентября 2000, там же) — французский кардинал. Епископ Байонны с 6 августа 1957 по 6 августа 1963. Титулярный архиепископ Пессинонте и коадъютор, с правом наследования, архиепархии Ренна с 6 августа 1963 по 4 сентября 1964. Архиепископ Ренна с 4 сентября 1964 по 15 октября 1985. Кардинал-священник с 28 апреля 1969, с титулом церкви Нативита-ди-Ностро-Синьоре-Джезу-Кристо-а-Виа-Галлия с 30 апреля 1969.